# Giovane pastore seduto
Giovane pastore seduto (Jeune Berger assis) è un dipinto a olio su tela (174x125 cm) realizzato nel 1834 dal pittore francese Hippolyte Flandrin e conservato al Musée des Beaux-Arts di Lione.

## Descrizione
Il dipinto rappresenta un giovane nudo con i capelli scuri, la testa reclinata, l'atteggiamento disinvolto. Il giovane è seduto sulle radici di un grande albero e tra le mani tiene mollemente un bastone da pastore, mentre con il braccio sinistro regge pigramente il mantello color pesca. Sullo sfondo si estende un paesaggio rurale con della rada vegetazione e tra il giovane e la rupe in fondo a sinistra si scorge un gregge con un altro pastore disteso a terra.

## Storia
Flandrin dipinse l'opera nel 1834 e il quadro fu realizzato in studio. Lo sfondo del dipinto è quindi immaginario, mentre il modello era un giovane italiano che aveva già posato per l'artista in diverse occasioni.
Il 2 luglio 2012 il comune di Lione ha stanziato dodicimila euro per la restaurazione del dipinto.

## Analisi
L'opera è stata descritta come una celebrazione della bellezza maschile. La grammatica visiva del quadro va ad accentuare i genitali (seppur nascosti) del giovane. Infatti, l'impianto delle diagonali che si vengono a creare nel panorama guidano lo sguardo dello spettatore proprio verso l'inguine del ragazzo, che si trova esattamente al centro del quadro. La virilità del soggetto è nascosta dal mantello, ma la sensualità dell'opera è comunque accentuata dalla posa languida del modello e dai simboli fallici della verga e del tronco.